# All American Alien Boy
All American Alien Boy är ett musikalbum av Ian Hunter som lanserades 1976 på CBS Records. Skivan var hans andra soloalbum och Hunter har här valt att tona ner sin kända rock'n'roll till förmån för en mer jazzinspirerad ljudbild. På låten "You Nearly Did Me In" medverkar Freddie Mercury, Roger Taylor och Brian May som kör. 2006 släpptes en nyutgåva med ett flertal bonusspår.

## Låtlista
(alla låtar skrivna av Ian Hunter)
1. "Letter to Brittania from the Union Jack" - 3:48
2. "All American Alien Boy" - 7:07
3. "Irene Wilde" - 3:43
4. "Restless Youth" - 6:17
5. "Rape" - 4:20
6. "You Nearly Did Me In" - 5:46
7. "Apathy 83" - 4:43
8. "God (Take 1)" - 5:45

## Listplaceringar
- Billboard 200, USA: #177[1]
- UK Albums Chart, Storbritannien: #29[2]
- Topplistan, Sverige: #41[3]